# Площадь Ленина (Поставы)
Площадь Ленина (бел. Плошча Леніна) — главная площадь в историческом центре Постав. Располагается на пересечении Красноармейской, Ленинской, Советской улиц и улицы 17 Сентября.

## История и архитектура
Исторически называлась Рыночной площадью. Изначальная застройка была деревянной и хаотичной. В 1760—1780-е гг. при участии итальянского архитектора Дж. Сакко площадь застроена жилыми и общественными зданиями, составившими единый ансамбль в стиле барокко. В центре площади находились торговые ряды. В середине западной стороны площади находилось двухэтажное здание, где размещались канцелярия и суд. Симметрично от него располагались шесть домов ремесленников, а по углам — дом врача и гостиница. На восточной стороне были деревянные церкви начала XVIII века, оставшиеся от старой застройки, а между ними — двухэтажное с башней здание школы. Застройку южной части площади формировали две гостиницы и два кафе. На северной стороне площади находились австерия и ещё три дома ремесленников. Основная часть ансамбля сохранялась до 1950-х гг., когда несколько зданий, включая торговые ряды, были снесены. На южной стороне площади построено четырёхэтажное здание райисполкома.

## Примечательные здания и сооружения
Из ансамбля застройки площади XVIII века сохранились бывшие дом врача (№ 4), три дома ремесленников (№ 5, 9, 15), жилой дом (№ 13, объединил два дома ремесленников), гостиница (№ 11). Ансамбль входит в Государственный список историко-культурных ценностей Республики Беларусь. (код 212Г000575). На площади находится построенная в конце XIX века церковь Святого Николая (дом № 22). В 1956 году в центре площади установлен памятник В. И. Ленину.